# Волошин Ігор Олексійович
І́гор Олексі́йович Воло́шин (нар. 26 липня 1969, с. Кузьминчик — 31 січня 2015, с-ще Чорнухине) — український військовик, солдат Збройних сил України, учасник російсько-української війни.

## Життєпис
Закінчив Вільховецьку ЗОШ, Прикарпатський факультет Національної академії внутрішніх справ України. Протягом 1996—2001 років служив дільничним інспектором центрального відділу міліції, Хмельницький міськвідділ УМВС. У 2010-х роках працював монтером колії на Хмельницькій дистанції колії. Проживав у селі Вільхівці.
Мобілізований у серпні 2014-го, гранатометник, 30-та окрема механізована бригада.
Загинув 31 січня 2015-го у бою поблизу селища Чорнухине. Тіло вдалося забрати з поля бою лише наприкінці лютого.
Похований 28 лютого на кладовищі у селі Вільхівці.
Залишилося двоє синів — 1992 р.н. та 2005 р.н.

## Нагороди та вшанування
- Указом Президента України № 553/2015 від 22 вересня 2015 року, «за мужність, самовідданість і високий професіоналізм, виявлені у захисті державного суверенітету та територіальної цілісності України, вірність військовій присязі», нагороджений орденом «За мужність» III ступеня (посмертно)[1].
- Рішенням п'ятої сесії Хмельницької міської ради № 1 від 16 березня 2016 року нагороджений Почесною відзнакою міської громади «Мужність і відвага» жителів міста Хмельницького (посмертно)[2].
- Рішенням дев'ятої сесії Хмельницької міської ради № 3 від 26 жовтня 2016 року присвоєно звання «Почесний громадянин міста Хмельницького» (посмертно)[3].
- 1 лютого 2016 відкрито меморіальної дошки у Вільховецькій ЗОШ на честь Ігоря Волошина.
- Вшановується в меморіальному комплексі «Зала пам'яті», в щоденному ранковому церемоніалі 31 січня[4][5].